# Can-Am
Can-Am, Canadian-American Challenge Cup, var en racingserie som kördes i USA och Kanada i regi av SCCA/CASC åren 1966-1974, samt 1977-1986.

## Historia
Can-Am grundades som en serie för sportvagnar av typen Formel Libre och Grupp 7. Reglerna var extremt fria, bland annat fanns det ingen begränsning på motorstorlek eller hur bilarnas aerodynamik skulle utformas. Det gjorde att serien kunde locka åtskilliga ambitiösa tillverkare såsom Bruce McLarens nystartade företag McLaren, Lola, Chaparral Cars och Porsche. Även Ferrari, March, BRM och Ford deltog under perioder. Under seriens storhetsperiod 1966-1974 var McLaren det mest framgångsrika teamet, med fem raka titlar, varav två var för nyzeeländarna McLaren och Denny Hulme. Dock kom Bruce McLaren själv att avlida när han testade en Can-Am på Goodwood Circuit i Storbritannien.
Efter ett par år då formel 5000 dominerade bland sportvagnsförarna återkom Can-Am, men utan sin forna glans, och var i stort sett formelbilar med tillbyggd kaross. Serien nådde aldrig samma popularitet, och stod klart i skuggan av USAC National Championship och dess efterföljare PPG IndyCar World Series, när det gällde att locka publik i norra USA och Kanada. Av de kända tillverkarna var det bara Lola som satsade fullt ut på serien. Efter säsongen 1986 avslutades mästerskapet för gott, sedan även IMSA GT Championship gått förbi i popularitet.

## Säsonger
| Säsong | Mästare                | Märke                             |
| ------ | ---------------------- | --------------------------------- |
| 1966   | John Surtees           | Lola-Chevrolet                    |
| 1967   | Bruce McLaren          | McLaren-Chevrolet                 |
| 1968   | Bruce McLaren          | McLaren-Chevrolet                 |
| 1969   | Denny Hulme            | McLaren-Chevrolet                 |
| 1970   | Denny Hulme            | McLaren-Chevrolet                 |
| 1971   | Peter Revson           | McLaren-Chevrolet                 |
| 1972   | George Follmer         | Porsche                           |
| 1973   | Mark Donohue           | Porsche                           |
| 1974   | Jackie Oliver          | Shadow-Chevrolet                  |
| 1977   | Patrick Tambay         | Lola-Chevrolet                    |
| 1978   | Alan Jones             | Lola-Chevrolet                    |
| 1979   | Jacky Ickx             | Lola-Chevrolet                    |
| 1980   | Patrick Tambay         | Lola-Chevrolet                    |
| 1981   | Geoff Brabham          | Lola-Chevrolet Team VDS-Chevrolet |
| 1982   | Al Unser Jr.           | Frissbee-Chevrolet                |
| 1983   | Jacques Villeneuve Sr. | Frissbee-Chevrolet                |
| 1984   | Michael Roe            | Team VDS-Chevrolet                |
| 1985   | Rick Miaskiewicz       | Frissbee-Chevrolet                |
| 1986   | Horst Kroll            | Frissbee-Chevrolet                |